# Bystrá
Bystrá é um município da Eslováquia localizado no distrito de Brezno, região de Banská Bystrica. Possuia 188 habitantes em 2008 (estimativa).

## Demografia
| Ano:        | 1994 | 2004    | 2014  | 2024    |
| ----------- | ---- | ------- | ----- | ------- |
| Broj ljudi: | 231  | 200     | 193   | 152     |
| Razlika:    |      | -13,41% | -3,5% | -21,24% |

| Ano:               | 2023 | 2024   |
| ------------------ | ---- | ------ |
| Número de pessoas: | 148  | 152    |
| Diferença:         |      | +2,70% |